# Шинкаренко Владислав Вікторович
Владислав Вікторович Шинкаренко (нар. 27 січня 2001, Дніпропетровськ, Україна) — український футболіст, півзахисник.

## Життєпис
Народився в Дніпропетровську. Вихованець місцевого «Паруса», за який виступав в юнацьких обласних змаганнях. З 2013 по 2018 рік виступав за академію «Дніпра» в ДЮФЛУ.
Дорослу футбольну кар'єру розпочав у складі «Дніпра», який через фінансову кризу виступав в аматорському чемпіонаті України. У вище вказаному турнірі зіграв 20 матчів та відзначився 2-ма голами, ще 8 матчів (1 гол) провів в аматорському кубку України. 2 травня 2019 року став учасником програного (4:5 у серії післяматчевих пенальті) поєдинку півфіналу аматорського кубку України проти «Вовчанська». Владислав вийшов на поле в стартовому складі, а на 71-ій хвилині його замінив Максим Тяпкин.
На початку серпня 2019 року перейшов у «Дніпро-1». Після цього виступав переважно за молодіжну команду «спортклубівців». Наприкінці травня 2020 року колишній директор академії «Дніпра» Хорді Гратакос назвав Владислава Шинкаренка рдним з найталановитіших гравців УПЛ. У Прем'єр-лізі України дебютував 6 грудня 2020 року в програному (1:3) виїзному поєдинку 12-го туру проти луганської «Зорі». Владислав вийшов на поле на 90+3-й хвилині замість аргентинця Франсіско Ді Франко.

## Досягнення
«Дніпро»
- Кубок України серед аматорів
  - 1/2 фіналу: 2018/19